# Хохлатка таркинская
Хохлатка таркинская (лат. Corydalis tarkiensis, от названия горы Тарки-Тау) — вид травянистых растений рода Хохлатка (Corydalis) семейства Маковые (Papaveraceae).

## Ботаническое описание
Многолетние травянистые растения, 7—15 см высотой. Клубень плотный, шаровидный, 0,8—1,5 см диаметре. Стеблевые листья очерёдные, сизоватые, черешковые, дважды или единожды трёхрассечённые на узкие, линейные дольки.
Цветки на цветоножках, собраны в 3—11-цветковые кисти, 2—6 см длиной; прицветники сидячие; чашелистики угловатые, опадающие; венчик пурпуровый или розово-фиолетовый, 20—25 мм длиной; завязь линейно продолговатая; столбик с дисковидным рыльцем.
Плоды — веретеновидные или продолговатые, заострённые коробочки, 8—13 мм длиной и около 2 мм шириной. 
Цветение со второй половины марта по апрель.

## Ареал и экология
Узколокальный эндемик Дагестана. Известно около 7 местонахождений вида: в окрестностях Махачкалы, сёл Карабудахкент, Гельбах и крепости Нарын-кала; каждое содержит около 3000—5000 экземпляров.
Ранневесенний эфемероид, гелиофит. Растёт в зарослях кустарников из держи-дерева и крушины Палласа, по опушкам и в светлых лесах в зоне нижних предгорий.

## Охрана
Редкий вид, включён в Красную книгу России и Дагестана.